# 11 de agosto nos Jogos Olímpicos de Verão de 2008
11 de agosto foi o quinto dia de competições dos Jogos Olímpicos de Verão de 2008. Neste dia foram disputadas competições de dezenove esportes.

## Esportes
| - Badminton - Basquetebol - Boxe - Canoagem - Esgrima - Halterofilismo - Handebol - Hipismo - Hóquei sobre a grama - Judô | - Natação - Pólo aquático - Remo - Saltos ornamentais - Tênis - Tiro - Tiro com arco - Vela - Voleibol |

## Destaques do dia

### Basquetebol
No segundo confronto neste esporte, a equipe feminina dos Estados Unidos vencem a China por 108x63.

### Esgrima
A italiana Valentina Vezzali conquista o primeiro tricampeonato da história da esgrima olímpica, na prova do florete individual.

### Judô
Rasul Boqiev conquista a primeira medalha olímpica da história do Tadjiquistão, ao ficar com o bronze na categoria até 73 kg.

### Natação
Cinco recordes mundiais são quebrados no terceiro dia de competições no Cubo d'Água:
- 4x100 m livre masculino: a equipe dos Estados Unidos (incluindo Michael Phelps, o primeiro a nadar) duelam forte com a equipe da França pelo ouro na prova. O recorde mundial cai em quase quatro segundos (3:12.23 para 3:08.24), e a diferença entre estadunidenses e franceses é de apenas 0.08s. Na mesma prova, o australiano Eamon Sullivan quebra o recorde dos 100 m livre (o recorde vale por que ele foi o primeiro a nadar; tempos dos outros atletas no revezamento não valem para provas individuais).[4]

- 100 m peito masculino: o japonês Kosuke Kitajima vence a prova, baixando o recorde mundial que havia sido estabelecido nas eliminatórias da noite anterior.[5]

- 100 m costas feminino: Kirsty Coventry, do Zimbabwe vence a segunda semifinal da prova, baixando o recorde mundial que ela já havia conquistado nas eliminatórias do dia anterior.[6]

- 200 m livre feminino: a italiana Federica Pellegrini baixa o recorde em apenas 0.07s nas eliminatórias da prova.[7]

### Tênis
Na primeira rodada do torneio de simples masculino, os líderes do Ranking da ATP Roger Federer (Suíça), Rafael Nadal (Espanha), e Novak Djokovic (Sérvia) vencem seus jogos.

### Voleibol
Na segunda rodada do torneio feminino do vôlei, dois clássicos: Cuba e Brasil vencem Estados Unidos e Rússia, respectivamente. O jogo Brasil x Rússia foi a revanche dos Jogos de Atenas e do Mundial de 2006 para as brasileiras.

## Campeões do dia
| Modalidade         | Evento                     | Atleta(s) | País               |
| ------------------ | -------------------------- | --- | ------------------ |
| Tiro com arco      | Equipes masculinas         | Im Dong-Hyun Lee Chang-Hwan Park Kyung-Mo                                                                               | KOR Coreia do Sul  |
| Saltos ornamentais | Plat. sinc. 10 m masculino | Lin Yueun Huo Liang | CHN China          |
| Esgrima            | Florete ind. feminino      | Valentina Vezzali | ITA Itália         |
| Judô               | Até 73 kg masculino        | Elnur Mammadli | AZE Azerbaijão     |
| Judô               | Até 73 kg feminino         | Giulia Quintavalle | ITA Itália         |
| Tiro               | Carabina de ar masculino   | Abhinav Bindra | IND Índia          |
| Tiro               | Fossa olímpica feminino    | Satu Mäkelä-Nummela | FIN Finlândia      |
| Natação            | 100 m costas masculino     | Kosuke Kitajima | JPN Japão          |
| Natação            | 4x100 m livre masculino    | Michael Phelps Garrett Weber-Gale Cullen Jones Jason Lezak Elim.:Nathan Adrian, Benjamin Wildman-Tobriner, Matt Grevers | USA Estados Unidos |
| Natação            | 100 m borboleta feminino   | Libby Trickett | AUS Austrália      |
| Natação            | 400 m livre feminino       | Rebecca Adlington | GBR Grã-Bretanha   |
| Halterofilismo     | Até 62 kg masculino        | Zhang Xiangxiang | CHN China          |
| Halterofilismo     | Até 58 kg feminino         | Chen Yanqing | CHN China          |

## Líderes do quadro de medalhas ao final do dia 11
| Ordem | País               | Medalha de ouro | Medalha de prata | Medalha de bronze |    |
| ----- | ------------------ | --------------- | ---------------- | ----------------- | -- |
| 1     | CHN China          | 9               | 3                | 2                 | 14 |
| 2     | KOR Coreia do Sul  | 4               | 4                |                   | 8  |
| 3     | USA Estados Unidos | 3               | 4                | 5                 | 12 |
| 4     | ITA Itália         | 3               | 3                | 2                 | 8  |
| 5     | AUS Austrália      | 2               |                  | 3                 | 5  |